# Diócesis de Meru
La diócesis de Meru (en latín: Dioecesis Meruensis, en inglés: Roman Catholic Diocese of Meru y en suajili: Jimbo Katoliki la Meru) es una circunscripción eclesiástica de la Iglesia católica en Kenia. Se trata de una diócesis latina, sufragánea de la arquidiócesis de Nyeri. Desde el 18 de marzo de 2004 su obispo es Salesius Mugambi.

## Territorio y organización
La diócesis tiene 9922 km² y extiende su jurisdicción sobre los fieles católicos de rito latino residentes en los condados de Meru y de Tharaka-Nithi.
La sede de la diócesis se encuentra en la ciudad de Meru, en donde se halla la Catedral de San José.
En 2019 en la diócesis existían 77 parroquias agrupadas en 8 decanatos: Igembe, Tigania, Buuri, Imenti Norte, Imenti Centro, Imenti Sur, Meru Sur y Tharaka.

## Historia
La prefectura apostólica de Meru fue erigida el 10 de marzo de 1926 con el breve Tanquam sublimi del papa Pío XI, obteniendo el territorio del vicariato apostólico de Kenia (hoy arquidiócesis de Nyeri).
El 7 de mayo de 1953 la prefectura apostólica fue elevada a diócesis con la bula Progreditur continenter del papa Pío XII. Originalmente era sufragánea de la arquidiócesis de Nairobi.
El 20 de febrero de 1956 cedió una parte de su territorio para la erección de la prefectura apostólica de Kitui (hoy diócesis de Kitui) mediante la bula Quoniam superna del papa Pío XII.
El 9 de diciembre de 1976 cedió una parte de su territorio para la erección de la prefectura apostólica de Garissa (hoy diócesis de Garissa) mediante la bula Sacrosancta Christi del papa Pablo VI.
El 9 de junio de 1986 cedió una parte de su territorio para la erección de la diócesis de Embu mediante la bula Quoniam Nostrum del papa Juan Pablo II.
El 21 de mayo de 1990 pasó a formar parte de la provincia eclesiástica de la arquidiócesis de Nyeri.
El 15 de diciembre de 1995 cedió otra parte de su territorio para la erección del vicariato apostólico de Isiolo (hoy diócesis de Isiolo) mediante la bula Ad aptius del papa Juan Pablo II.

## Estadísticas
Según el Anuario Pontificio 2020 la diócesis tenía a fines de 2019 un total de 984 100 fieles bautizados.
| Año                                                                             | Población            | Población | Población      | Sacerdotes | Sacerdotes    | Sacerdotes    | Bautizados por sacerdote | Diáconos permanentes | Religiosos | Religiosos | Parroquias |
| Año                                                                             | Bautizados católicos | Total     | % de católicos | Total      | Clero secular | Clero regular | Bautizados por sacerdote | Diáconos permanentes | Varones    | Mujeres    | Parroquias |
| ------------------------------------------------------------------------------- | -------------------- | --------- | -------------- | ---------- | ------------- | ------------- | ------------------------ | -------------------- | ---------- | ---------- | ---------- |
| 1949                                                                            | 11 873               | 308 000   | 3.9            | 22         |               | 22            | 539                      |                      | 29         | 37         | 9          |
| 1970                                                                            | 142 300              | 1 043 600 | 13.6           | 64         | 20            | 44            | 2223                     |                      | 57         | 121        | 26         |
| 1980                                                                            | 262 705              | 1 118 000 | 23.5           | 57         | 21            | 36            | 4608                     |                      | 54         | 131        | 29         |
| 1990                                                                            | 466 285              | 1 398 856 | 33.3           | 64         | 26            | 38            | 7285                     |                      | 56         | 153        | 30         |
| 1999                                                                            | 676 252              | 2 018 250 | 33.5           | 88         | 41            | 47            | 7684                     |                      | 65         | 272        | 31         |
| 2000                                                                            | 689 777              | 2 623 725 | 26.3           | 117        | 69            | 48            | 5895                     |                      | 66         | 272        | 34         |
| 2001                                                                            | 710 470              | 1 950 000 | 36.4           | 123        | 82            | 41            | 5776                     |                      | 59         | 285        | 36         |
| 2002                                                                            | 713 550              | 1 950 585 | 36.6           | 118        | 80            | 38            | 6047                     |                      | 57         | 291        | 38         |
| 2003                                                                            | 720 685              | 2 050 000 | 35.2           | 124        | 83            | 41            | 5811                     |                      | 62         | 237        | 38         |
| 2004                                                                            | 737 821              | 2 152 535 | 34.3           | 138        | 93            | 45            | 5346                     |                      | 69         | 283        | 40         |
| 2013                                                                            | 846 000              | 2 724 000 | 31.1           | 168        | 127           | 41            | 5035                     |                      | 58         | 398        | 60         |
| 2016                                                                            | 906 554              | 2 920 091 | 31.0           | 198        | 154           | 44            | 4578                     |                      | 71         | 402        | 64         |
| 2019                                                                            | 984 100              | 3 166 900 | 31.1           | 168        | 136           | 32            | 5857                     |                      | 59         | 402        | 77         |
| Fuente: Catholic-Hierarchy, que a su vez toma los datos del Anuario Pontificio. |                      |           |                |            |               |               |                          |                      |            |            |            |

## Episcopologio
- Giuseppe Balbo, I.M.C. † (1926-1929 renunció)
  - Carlo Re, I.M.C. † (1930-16 de septiembre de 1936 renunció) (administrador apostólico)
- José Nepote-Fus, I.M.C. † (16 de septiembre de 1936-8 de julio de 1948 nombrado administrador apostólico de Rio Branco)
  - Carlo Maria Cavallera, I.M.C. † (?-3 de marzo de 1954 renunció) (administrador apostólico)
- Lorenzo Bessone, I.M.C. † (3 de marzo de 1954-7 de abril de 1976 falleció)
- Silas Silvius Njiru † (9 de diciembre de 1976-18 de marzo de 2004 retirado)
- Salesius Mugambi, por sucesión el 18 de marzo de 2004